# Galeandra lacustris
Galeandra lacustris är en orkidéart som beskrevs av João Barbosa Rodrigues. Galeandra lacustris ingår i släktet Galeandra och familjen orkidéer. Inga underarter finns listade i Catalogue of Life.

## Bildgalleri

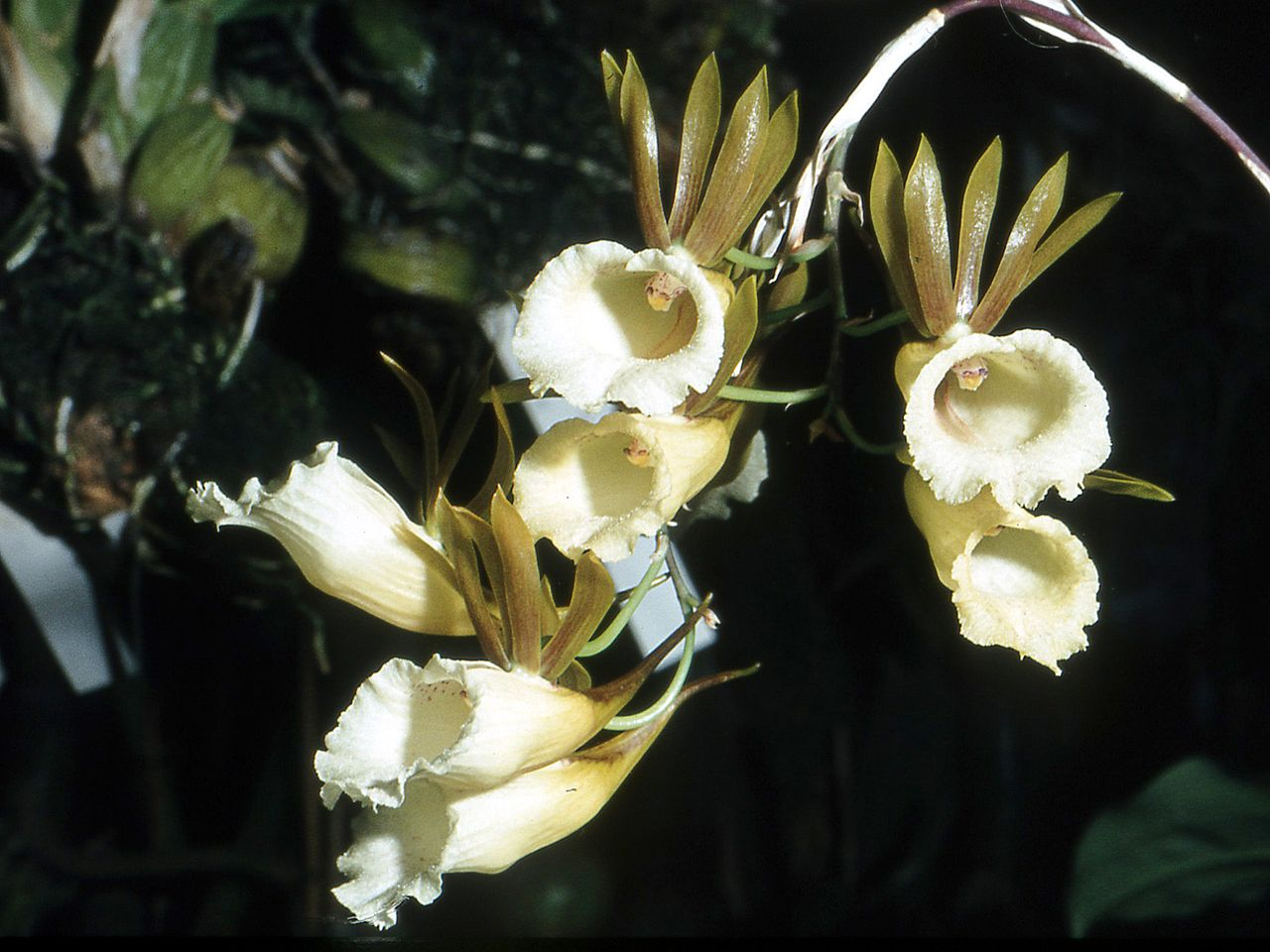
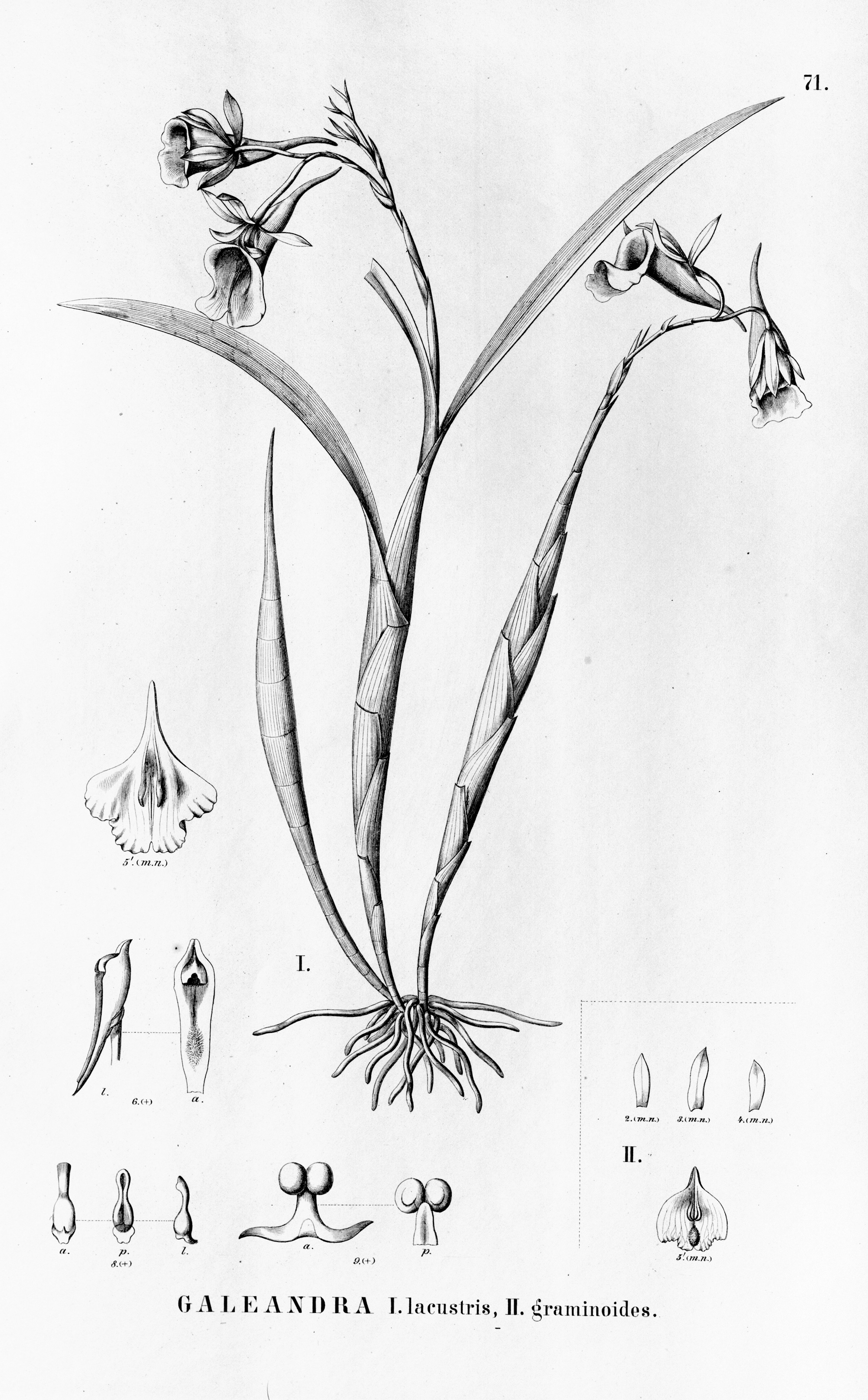